# Ambapali
Ambapali (ongeveer 500 v.Chr.) ook Amrapali was een koninklijke concubine in de stad Vaishali, India. Zij wordt in oude Pali teksten van de boeddhistische traditie genoemd. Etymologisch is haar naam afgeleid van twee Sanskriet woorden, amra (mango) en pali (bladeren) en betekent dus (een kind) van het mangobos. Zij werd zo genoemd omdat ze aan de voet van een mangoboom werd gevonden in de koninklijke tuinen van Vaishali.

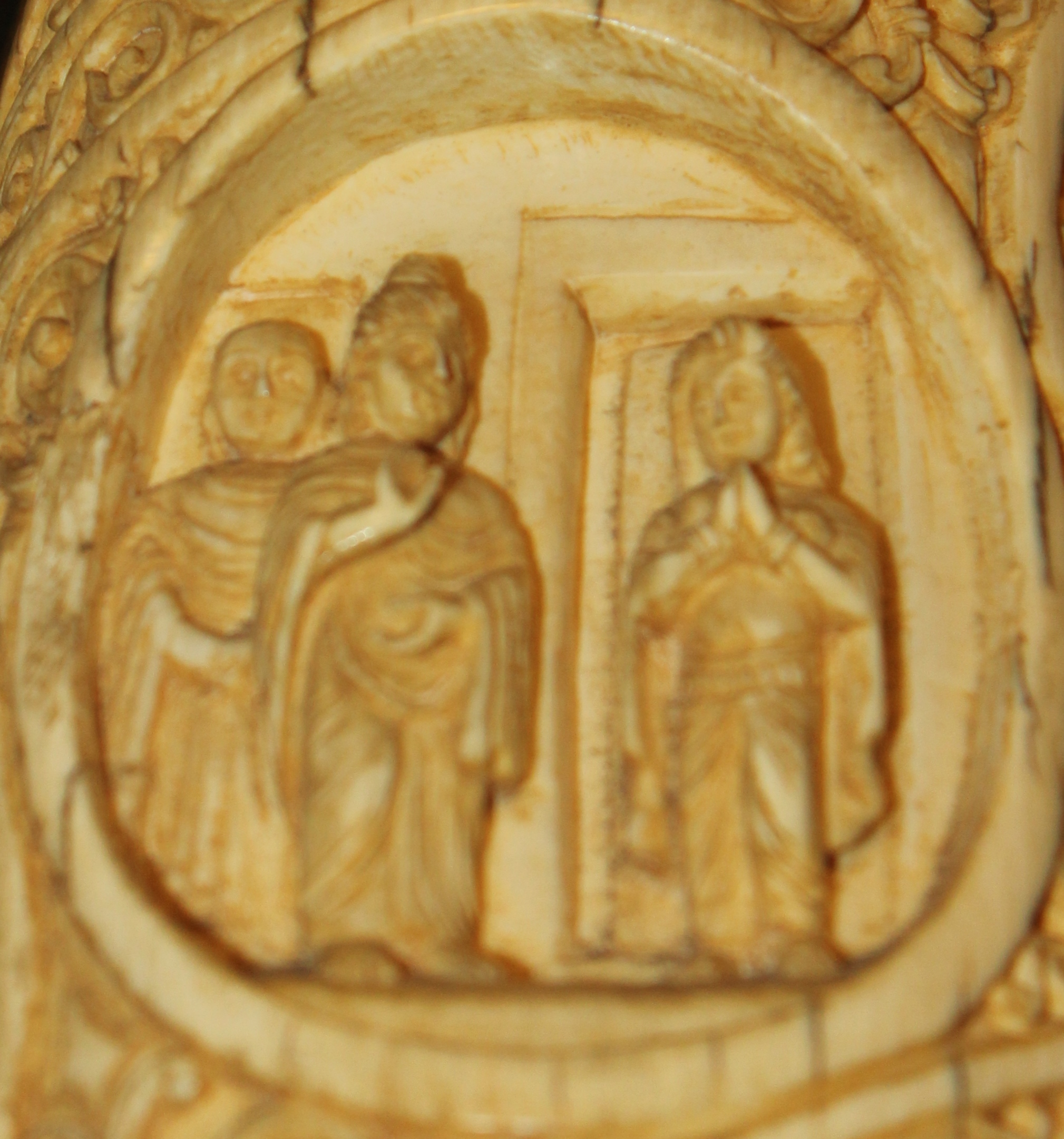
Ambapali ontmoet Buddha

Ambapali groeide op tot een wonderschone vrouw met veel charme en gratie en vele jonge prinsessen wilden graag met haar gezien worden. Uiteindelijk werd ze koninklijke concubine van de stad Vaishali, hoofdstad van de gelijknamige staat. Verhalen over haar schoonheid waren ook in Magadha, een vijandige buurstaat, bekend en Ajatashatru, de keizer van Magadha, werd verliefd op haar en samen kregen ze een kind en noemden hem Abhaya. Vanwege haar schoonheid werd koning Bimbisara gedwongen ook een concubine voor zijn hoofdstad Rajgir in te stellen.
Ambapali had de wens om de Boeddha van eten te voorzien. De boeddhistische tradities zeggen dat haar uitnodiging geaccepteerd was hetgeen de aristocratie van Vaishali niet leuk vond. Ambapali met haar gezelschap ontving de Boeddha en hij accepteerde haar maaltijd. Spoedig daarna gaf Ambapali haar positie als koninklijke concubine op en werd bhikkhuni en een groot verdediger van de boeddhistische orde.